# Технологія збагачення залізних руд
Техноло́гія збага́чення залі́зних руд — технологічний процес підвищення концентрації в руді корисного елемента, здійснюється шляхом видалення з них пустої породи.
В даний час більше 90 % залізних руд, направлених в доменну плавку, піддаються збагаченню. Всі способи збагачення руд, у тому числі і залізних, засновані на відмінності фізичних властивостей рудного мінералу і пустої породи: зовнішнього вигляду, густини, змочуваності, магнітної сприйнятливості й ін.
Найстародавнішим способом збагачення є рудорозбірка — спосіб збагачення, заснований на різному зовнішньому вигляді (блиск, колір) рудоутворюючого мінералу і пустої породи. Цей спосіб збагачення міг застосовуватися при незначному об'ємі здобичі залізняку.
Сьогодні перед збагаченням деяких залізних руд проводять направлену зміну їх магнітних властивостей — магнетизуючий випал. При випалюванні парамагнітні оксиди заліза і його карбонат гематит, гідроксиду, сидерит перетворюються в феромагнітні сполуки заліза — магнетит, маггеміт, ін. І в феромагнітні металізовані продукти — залізну губку і крицю. Зокрема, гематит відновлюється до магнетиту.

## Сировинна база
Залізні руди — природні мінеральні утворення, що містять залізо в такій кількості і в таких сполуках, з яких промислове вилучення металу економічно доцільне. Залізні руди різноманітні за мінеральним складом, вмістом заліза (від 16 до 72 %), корисних (нікель, кобальт, марганець, вольфрам, молібден, хром, ванадій і ін.) і шкідливих (сірка, фосфор, цинк, свинець, арсен, мідь) домішок, умовами утворення і технологічними властивостями. Головні рудні мінерали залізних руд такі: оксиди заліза — магнетит, гематит, мартит; гідрооксиди — гетит і гідрогетит; карбонати — сидерит і сидероплезит; силікати — тюрингіт і шамозит.
Родовища заліза за генезисом розділюються на ендогенні, екзогенні і матаморфогенні. Промислові типи руд класифікуються залежно від рудного мінералу, що переважає.
- Магнетитові руди складені магнетитом, вони найбільш характерні для карбонатитових, скарнових і гідротермальних родовищ. З карбонатитових родовищ попутно вилучають апатит і бадделеїт, зі скарнових — сульфіди кольорових металів і пірит, що містить кобальт. Особливий різновид — титаномагнетитові руди магматичних родовищ. Магнетитові руди містять до 72 % заліза.

- Гематитові руди складені головним образом гематитом і в меншій мірі магнетитом. Вони поширені в корі вивітрювання залізистих кварцитів, в скарнових, гідротермальних і вулканогенних осадових рудах. Багаті гематитові руди містять 55 — 65 % заліза і 15 — 18 % марганцю.

- Сидеритові руди підрозділяють на кристалічні сидеритові руди і глинисті шпатові залізняки. Вони зустрічаються в гідротермальних і вулканогенних осадових родовищах. Вміст заліза в сидеритових рудах 30-35 %. Після випалу сидеритових руд в результаті видалення СО2, одержують тонкопористі залізооксидні концентрати, які містять 1-2 %, а іноді до 10 % марганцю. В зоні окиснення сидеритові руди перетворюються в бурі залізняки.

- Силікатні залізні руди складені залізистими хлоритами (шамозитом, тюрингітом тощо), які супроводжуються гідрооксидами заліза, іноді сидеритом. Середній вміст заліза в рудах становить 25-40 %, домішка сірки незначна, фосфору — до 1 %. Вони часто мають оолітову текстуру. В корі вивітрювання силікатні руди перетворюються в бурі, іноді в червоні (гідрогематитові) залізняки.

- Бурі залізняки складені гідрооксидами заліза, найчастіше гідрогетитом. Бурі залізняки утворюють осадові поклади (морські і континентальні) і родовища кори вивітрювання. Осадові руди часто мають оолітову текстуру. Середній вміст заліза в рудах становить 30-35 %. В бурих залізняках деяких родовищ міститься до 1-2 % марганцю. В природно-легованих бурих залізняках, що утворилися в корах вивітрювання ультраосновних порід, міститься 32-48 % заліза, до 1 % нікелю, до 2 % хрому, соті частки кобальту і ванадію. З таких руд без домішок виплавляють хромонікелеві чавуни і низьколеговану сталь.

- Залізисті кварцити складені тонкими кварцовими, магнетитовими, гематитовими, магнетит-гематитовими і сидеритовими прошарками, що чергуються, місцями в прошарках є домішки силікатів і карбонатів. Руди характеризуються вмістом заліза від 12 до 36 % і низьким вмістом шкідливих домішок (вміст сірки і фосфору становить соті частки відсотка). Родовища цього типу мають унікальні (понад 10 млрд т) або крупні (понад 1 млрд т) запаси руди. В корі вивітрювання кремнезем виноситься і утворюються крупні поклади багатих гематито-мартитових руд.

Найбільші запаси і обсяги добування припадають на залізисті кварцити і утворені по них багаті залізні руди, менш поширені осадові бурозалізнякові руди, а також скарнові, гідротермальні і карбонатитові магнетитові руди.
За вмістом заліза розрізняють багаті (понад 50 %) і бідні (менше 25 %) руди, які потребують збагачення. Для якісної характеристики багатих руд важливе значення має вміст і співвідношення нерудних домішок (шлакоутворюючих компонентів), що виражається коефіцієнтом основності і кременевим модулем. За величиною кременевого модуля (відношення суми вмістів оксидів кальцію і магнію до суми оксидів кремнію і алюмінію) залізні руди і їх концентрати підрозділяють на кислі (менше 0,7), самофлюсуючі (0,7 — 1,1) і основні (понад 1,1). Найкращими технологічно є самофлюсуючі руди, кислі в порівняні з основними потребують введення в доменну шихту підвищеної кількості вапняку (флюсу). За величиною кременевого модуля (відношення вмісту оксиду кремнію до вмісту оксиду алюмінію) використання залізних руд обмежується типами руд з модулем нижче 2. До бідних руд, що потребують збагачення, належать титаномагнетитові, магнетитові руди, а також магнетитові кварцити з вмістом заліза магнетитового понад 10-20 %; мартитові і гематитові руди і гематитові кварцити з вмістом заліза понад 30 %; сидеритові і гідрогетитові руді з вмістом заліза понад 25 %. Нижня межа вмісту заліза спільного і магнетитового для кожного родовища з урахуванням його масштабів, гірничотехнічних і економічних умов установлюється кондиціями. За способом рудопідготовки і застосуванням в виробництві розрізняють аґломераційні, мартенівські і доменні руди.
Руди, що потребують збагачення підрозділяють на легкозбагачувані і важкозбагачувані. Збагачуваність руд залежить від їх мінерального складу і текстурно-структурних особливостей. До легкозбагачуваних руд належать магнетитові руди і магнетитові кварцити, до важкозбагачуваних — залізні руди, в яких залізо зв'язано з захованокристалічними і колоїдальними утвореннями. В цих рудах при подрібненні не вдається розкрити рудні мінерали через їх надто дрібні розміри і тонке пророщення з нерудними мінералами.
Вибір способів збагачення визначається мінеральним складом і фізико-механічними властивостями руд, їх текстурно-структурними особливостями, також характером нерудних мінералів. Збагачення залізних руд здійснюється за магнітними, магнітно-гравітаційними і магнітно-флотаційними технологічними схемами, які забезпечують одержання кондиційних концентратів з вмістом заліза до 70 %. Основний метод збагачення магнетитових руд — магнітна сепарація. Найважливішими технологічними властивостями залізистих кварцитів є їх вкраплення в руді і магнітна сприйнятливість.

## Основні методи збагачення

### Залізисті кварцити

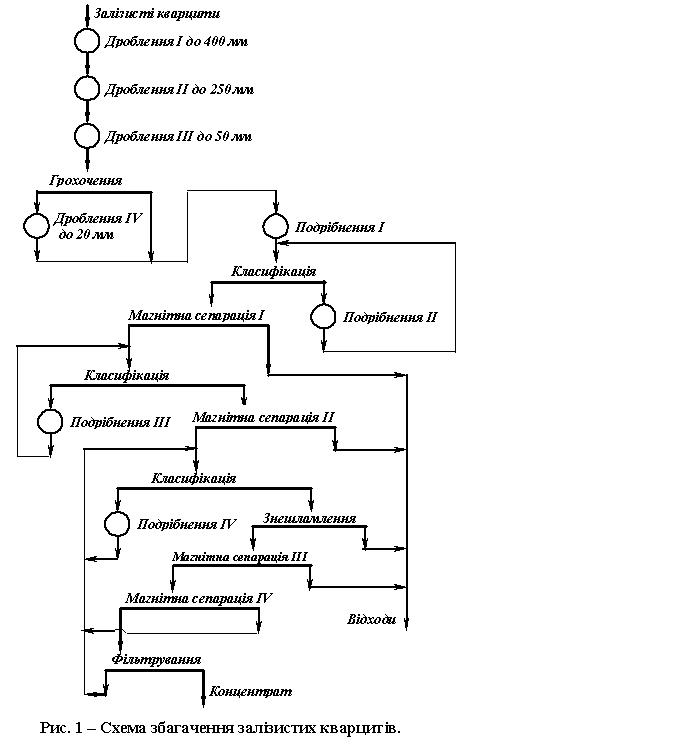
Рис. 1 — Схема збагачення залізистих кварцитів.

Технологічна схема збагачення залізистих кварцитів наведена на рис. 1.
Основні корисні мінерали залізистих кварцитів — магнетит з вмістом заліза 72,4 % і гематит з вмістом заліза 69,9 %, а вміст заліза в руді в середньому близько 35-45 %. Технологічна схема збагачення залізистих кварцитів передбачає ряд послідовних операцій.
Підготовка до збагачення починається з усереднення і шихтування різних типів руди, що підвищує стабільність хімічного складу і фізичні властивості сировини. Залізисті кварцити за міцністю відносять до міцних і дуже міцних гірничих порід і, крім того, максимальний розмір грудок вихідного матеріалу збагачувальної фабрики становить до 1200 мм, тому дроблення їх здійснюється звичайно в чотири стадії. Дві перші стадії найчастіше виконуються у відкритому циклі в конусних дробарках типу ККД (І стадія), КРД (ІІ стадія). Третя стадія здійснюється в конусних дробарках типу КСД у відкритому циклі або з попереднім грохоченням, а четверта стадія виконується з попереднім грохоченням в дробарках типу КМД. В результаті дроблення одержують продукт крупністю до 20 мм. У зв'язку з тонким вкрапленням магнетиту дроблену руду піддають чотиристадійному подрібненню в стержневих і кульових млинах, або в млинах самоподрібнення.

Рис. 2 — Схема збагачення бурозалізнякової руди.

Перша стадія подрібнення виконується у відкритому циклі в стержневих млинах, друга і наступні стадії — в кульових млинах, які працюють в замкненому циклі з гідроциклонами. При використанні самоподрібнення значно спрощується схема дроблення — руда дробиться в одну стадію до 500 мм і направляється в млини самоподрібнення.
Збагачення залізистих кварцитів здійснюють магнітною сепарацією в слабкому магнітному полі в сепараторах барабанного типу. В схемі збагачення використовується чотири-п'ять стадій магнітної сепарації, що дозволяє послідовно видаляти відходи, розкрити зростки і одержати концентрат з вмістом заліза 65 %. Зневоднення концентрату до вологості 10-12 % здійснюється в дискових вакуум-фільтрах, зневоднений концентрат відвантажується споживачам.

### Бурозалізнякові руди
Див. також Збагачення бурозалізнякових руд
Бурозалізнякові руди збагачують за комбінованими гравітаційно-магнітними схемами (рис. 2). Технологічна схема гравітаційно-магнітного збагачення включає дроблення в молоткових дробарках до крупності 30 мм з попереднім грохоченням, мокре грохочення за класом — 2 мм і подрібнення класу + 2 мм до крупності — 2 мм. Руда крупністю 0 — 2 мм знешламлюється в спіральних класифікаторах, клас 0 — 0,1 направляється у відвал, а клас 0,1 — 2 мм — в процес відсадки. Два прийоми відсадки знешламленої руди дозволяють одержати три продукти: концентрат, промпродукт і відходи. Промпродукт після зневоднення на грохотах інерційного типу надходить на збагачення магнітною сепарацією в сильному магнітному полі в сепараторах роторного типу. Магнітна сепарація здійснюється в три прийоми і забезпечує розділення промпродукту відсадки на концентрат і відходи.

### Гематитові руди

Рис. 3 — Схема збагачення гематитової руди.

Див. також Збагачення гематитових руд
Збагачення гематитових руд, що містять переважно слабомагнітний гематит, здійснюється за магнітними, гравітаційними, флотаційними, випало-магнітними і комбінованими схемами.
Гематитові руди з застосуванням відсадки збагачують за схемою (рис. 3), що включає дроблення і попередню класифікацію на вузькі машинні класи. Класи 12 — 30; 6 — 12; 3 — 6; 1,5 — 3 мм роздільно піддають відсадженню з одержанням кондиційних концентратів і відходів.
Одержувані при відсадці промпродукти після попереднього подрібнення об'єднують з класом 0 — 1,5 мм і збагачують в окремому циклі магнітною сепарацією в декілька стадій.

### Сидеритові руди
Див. також Збагачення сидеритових руд
Застосування сидеритів у вихідному виді погіршує показники доменної плавки (знижується продуктивність печей, збільшується витрата коксу). Це пов'язане з необхідністю затрачати додаткове паливо на розкладання сидеритів і відновлення вуглекислоти, що виділяється при розкладанні. В зв'язку із цим на Саткинському та Ашинському (Урал) металургійних заводах перед доменною плавкою бакальські сидерити піддаються окисному випалу в шахтних печах. При цьому внаслідок видалення вуглекислоти карбонатів у сидеритах підвищується вміст заліза з 30-34 % до 45-47 %. Завдяки високій магнітній сприйнятливості залізовмісних мінералів обпалених сидеритів можливо по-дальше їхнє збагачення на магнітних сепараторах.

## Практика збагачення залізних руд в Україні
- Технологічна схема збагачення руди Інгулецького гірничо-збагачувального комбінату

На збагачувальній фабриці Інгулецького ГЗК застосовується технологія самоподрібнення, розроблена і спроектована інститутом Механобрчермет. Збагаченню піддається руда поточного видобутку (магнетитові кварцити), які добуваються в кар'єрі відкритим способом, з вмістом заліза загального 32-33 % і заліза магнетитового 23-24 %. Видобута в кар'єрі руда дробиться до крупності 350-0 мм і надходить у бункери збагачувальної фабрики. З бункеру руда надходить у млини 1-ої стадії самоподрібнення ММС-70-23, які працюють у замкненому циклі з односпіральними класифікаторами типу 1КСН 2,5х12,5, злив яких надходить у першу стадію магнітної сепарації.
Галя, яка виводиться з Млин МРГ-40-75 оснащений металевими класифікуючими бутарами з отворами діаметром 8-15 мм. Рудногалечний млин, як і млин самоподріб-нення, працює в замкненому циклі зі спіральним класифікатором, злив якого надходить до 2-ої стадії магнітної сепарації, а скрап (піски) повер-таються до млина. Повна технологічна схема ланцюга апаратів збагачувальної фабрики Інгулецького ГЗКу наведена на рисунку 1.6 (пунктирною лінією виділені класифікатори які були виключені зі схеми відповідно до запропонованої нової технології).
Одним із недоліків проектної технологічної схеми самоподрібнення є застосування в ній як класифікуючих апаратів спіральних класифікаторів, які належать до дуже дорогого, металоємкого і енергоємкого обладнання, яке потребує дуже великих експлуатаційних витратна підтримання своєї працездатності.
Знос і поломка спіралей класифікаторів призводили до тривалих простоїв технологічних секцій подрібнення і класифікації.
- Технологія збагачення руд Північного гірничо-збагачувального комбінату

На збагачувальній фабриці № 2 (РЗФ-2) Північного гірничо-збагачувального комбіната застосовується технологія рудного самоподрі-бнення, яка розроблена, запроектована і реалізована інститутом Мехнанобрчермет із застосуванням сучасного вітчизняного комплексу обладнання самоподрібнення великої одиничної потужності (до 2,5 млн т з вихідної руди за рік).
Технологічна схема збагачення з повним рудним самоподрібненням включає дві стадії подрібнення, три стадії збагачення, один прийом знешламування і фільтрації.
Подрібнення вихідної руди першої стадії здійснюється у млинах самоподрібнення ММС-90-30А, які працюють у замкненому циклі з двоспіральним класифікатором 2КСН-3,0 (діаметр спіралі 3 м, довжина 17,5 м).
У другій стадії подрібнення встановлено рудногалечні млини МРГ-55-75А, які працю ють у замкненому циклі з односпіральним класифікатором ІКСН-3,0 і гідроциклоном діаметром 300 мм.
Галя з млина ММС-90-30А системою конвейерів подається до галечного бункеру, а потім до рудногалечних млинів. Надлишок галі і скрапу спрямовується на секцію доробки або у галечні бункери. Концентрат ІІІ стадії магнітної сепарації перекачується у відділ фільтрування.
Схема ланцюга апаратів фабрики дроблення показана на рис.1.9, де 1 — дробарка ККД 1500/180; 2 — дробарка КРД 900/100; 3 — живильник стрічковий В=1700 мм; 4 — конвеєр стрічковий В=2000 мм, L=345 мм; 5 — конвеєр стрічковий; 6 — дробарка КСД 2200/600; 7 — грохот 173ГР; 8 — дробарка КМД 2200/600; 9 — конвеєр стрічковий М-15; 10 — конвеєр стрічковий.
- Особливості технології збагачення різних типів руд на Полтавському гірничо-збагачувальному комбінаті

Основним видом продукції збагачувальної фабрики є залізорудний концентрат, у склад якого входять мінерали: магнетит, мартит, сидерит, гематит, кремнезем, кальцій, силікати.
Відділення № 1 і № 2 збагачувальної фабрики АТ Полтавський ГЗК перероблюють залізисті кварцити Горішньо-Плавнинського і Лавриковського родовищ, представлені магнетитовими кварцитами К-2-2 і куммінгтоніто-магнетитовими кварцитами пачки К-2-3-3.
Залізорудний концентрат виробляється відповідно до розробленої інститутом Механобрчермет технології з виробництва залізорудного концентрату на збагачувальній фабриці.

## Використання
Залізовуглецеві сплави — основа конструкційних матеріалів, що застосовуються у всіх галузях промисловості. Технічне залізо — матеріал для сердечників електромагнітів і якорів електромашин, пластин акумуляторів.
Залізо використовується також в поліграфії, медицині і інших галузях.